# نهرین (میتانی)
نهرین (انگلیسی: Naharin) لغتی است که مصریان سرزمین تحت حکومت میتانیها را بدین نام می‌شناختند. منابع مصری میتانی را، «نَهرین» می‌نامیدند که از واژه رود، در زبان اکدی‌ها گرفته شده‌است.